# میرطاهر اردبیلی
از پیشگامان نهضت مشروطه  و هم عصر با مجاهدت حاج باباخان اردبیلی در اردبیل می باشد.

## استنادات تاریخی
حاج میرزا محمد مجتهد اردبیلی چندین پسر داشت و شادروانان آقا میرطاهر اردبیلی و سیدجلیل اردبیلی از جمله آنها بودند و هر دو در نهضت مشروطیت ایران،در تهران و اردبیل از بازیگران بزرگ به شمار می آمدند.آقا میرطاهر در راه مشروطیت در اردبیل و سیدجلیل اردبیلی هم در اردبیل و هم در تهران در راه مشروطیت متحمل زحمات زیادی شدند.
بابا صفری در کتاب اردبیل در گذرگاه تاریخ جلد یک درباره وی می نویسد :

...ترتیب این مجلس قسمی شد که دو نفر از علماء که جنابان آقا میرطاهر و شیخ الاسلام سلمهم الله در مسئله ای ترافع و تعارض با یکدیگر داشتند خودشان با کمال میل ، به شخصه در مجلس تحقیقات در دارالحکومه حاضر و به ترتیب معینه به اظهارات طرفین شروع به رسیدگی و مشغول تسویه هستند.این اقدامات،سهام الدوله را در اردبیل نیکنام کرد و رابطه دوستی بین او و محترمین به وجود آورد.وی بعدا بیمارستانی در قم تاسیس نمود و قسمتی از املاک خود را برای اداره آن وقف کرد که هم اکنون نیز بر پا است و به تولیت فرزندش آقای علی اکبر جلیلوند اداره می شود.
...با پیروزی آزادیخواهان ، کمیته ای از آنان مرکب از میرزا محمد حسین زاده،میرزا علی اکبر زینگیر،مشهدی حسین آخوندف،شجاع لشگر خلخالی،ملا علی اصغر روضه خوان و چند نفر دیگر بطور سری تشکیل شد و نظر به پاره ای ملاحظات محمدقلیخان آراللو با لقب سیف الدوله به حکومت اردبیل منصوب گشت.ادارت دایر گردید و صندوق هایی هم در محلات نصب شد تا هر کسی شکایتی دارد نوشته در آن اندازد.همچنین مالیه ای ترتیب یافت و حاج ابراهیم خلیل خوئی و مشهدی کریم علی زاده تبریزی به عضوبت آن گاره شدند و به دستور آقا میرطاهر از متمکنین ، مبالغی بنام اعانه گرفته شد و در آن مالیه جمع گردید.
...چگونگی این واقعه چنین بود که از طرف آقا میرطاهر ، که در آن موقع در راس انجمنی که پس از سقوط اردبیل به وجود آمده بود ، قرار بود از عده‌ای از بزرگان و معاریف اردبیل برای بعد از ظهر روز چهارشنبه نهم رجب ۱۳۲۷ قمری (مطابق با پنجم مرداد ماه ۱۲۸۸ خورشیدی) به قلعه دعوت شد تار در آنجا گرد آیند و اعضای انجمن بلدی را انتخاب کنند...
...گرچه روشنفکران و جمع کثیری از مردم اردبیل از بیشتر کشته شدگان دلخوشی نداشتند و حتی کسانی هم برخی از آنها را مستحق قتل می دانستند با اینحال از نحوه عمل ناجوانمردانه مشروطه خواهان بشدت تکان خورده ناخشنودی نشان دادند و چون بظاهر یارای سخن گفتن نداشتند در خفا از هرگونه نکوهش و سرزنش باز نایستادند و اقدام نابجای آنها را تقبیح کردند.تا آنجا که حاج باباخان اردبیلی که از سردستگان مجاهدان اردبیل بود، از این کار به سختی متاثر گشت و بنا به نوشته مرحوم محسنی ، روزی طرف عصر با مجاهدان خود، قلعه را که مسکن مجاهدان قفقاز بود ، محاصره کرد و راه تردد و آذوقه را بروی آنها بست.تیراندازی بین مجاهدان قفقاز از داخل و مجاهدان اردبیل از بیرون قلعه آغاز گردید و کار بالا گرفت.سرانجام آقا میرطاهر بین آنها صلح داد و قرار شد که مجاهدان قفقاز دیگر مزاحم مردم نشوند.این صلح ظاهری بود ولی در باطن هر دو طرف از همدیگر بیم داشتند.
...کنسولخانه روس هم از نقاط امن در آن روزگار بود و پناهندگان آن از شرارات اشرار مصونیت داشتند.گروهی از سران آزادی خواهان مثل آقا میرطاهر ، اعضای انجمن ولایتی،میرزا عبدالله مجتهد و حتی میرزا محمدحسین زاده سردسته مجاهدان قفقاز و نیز جمع کثیری از معاریف و محترمین شهر با عیالات خو بدانجا آمدند و تا برقراری مجدد نظم در آنجا ماندند...